# Grevillea alpivaga
Espèce
Classification phylogénétique
Grevillea alpivaga est une espèce d'arbuste dressé à prostré, mesurant entre 0,3 et 1 mètre de hauteur, de la famille des Proteaceae. Il est endémique au Victoria en Australie. Les fleurs apparaissent généralement entre octobre et février (du milieu du printemps à la fin de l'été) dans son aire naturelle. Elles sont vert pâle, blanches ou  crème et les styles sont de couleur blanche à rose pâle, devenant rouges.
Il est très similaire en apparence à la fois à Grevillea gariwerdensis et Grevillea neurophylla subsp. neurophylla.
L'espèce a été formellement décrite par le botaniste français Michel Gandoger dans le Bulletin de la Société Botanique de France en 1919, à partir de matériaux végétaux recueillis dans les Alpes australiennes.
L'espèce se rencontre dans des bois d’Eucalyptus piperita sur le mont Buffalo et vers Porepunkah.